# Ichpich
Ichpich è un piccolo sito archeologico Maya in Messico. Si trova nella penisola dello Yucatán, nello stato di Campeche, a circa 32 chilometri a sud di Xul e a circa 10 chilometri a nord-est di Santa Rosa Xtampak. La prima descrizione di Ichpich e le prime fotografie furono eseguite da Teobert Maler, che soggiornò in questo luogo nel marzo del 1887. Intorno al 1985 furono eseguiti piccoli lavori di manutenzione. L'unica descrizione moderna è stata scritta da George F. Andrews. Il sito non è ufficialmente aperto al turismo.